# Pristimantis jester
Pristimantis jester är en groddjursart som beskrevs av D. Bruce Means och Savage 2007. Pristimantis jester ingår i släktet Pristimantis och familjen Strabomantidae. IUCN kategoriserar arten globalt som livskraftig. Inga underarter finns listade i Catalogue of Life.